# 天主教科孚、扎金索斯暨凱法利尼亞總教區
天主教科孚、扎金索斯暨凱法利尼亞總教區（拉丁語：Archidioecesis Corcyrensis, Zacynthiensis et Cephaloniensis）是羅馬天主教在希臘的一個總教區、該國四個天主教總教區之一。
總教區範圍包括伊奧尼亞群島和伊庇魯斯兩個大區。座堂位於科孚島。2007年，有3,800名教友，估轄區總人口0.3%，有3個堂區、5名司鐸、2名修士、8名修女。現任總主教為楊尼斯·斯匹特利斯。
1919年6月3日由原科孚總教區及轄下的兩個教區合併而成。1926年3月10日伊庇魯斯被轉交本總教區管轄。 